# David August Rosenthal

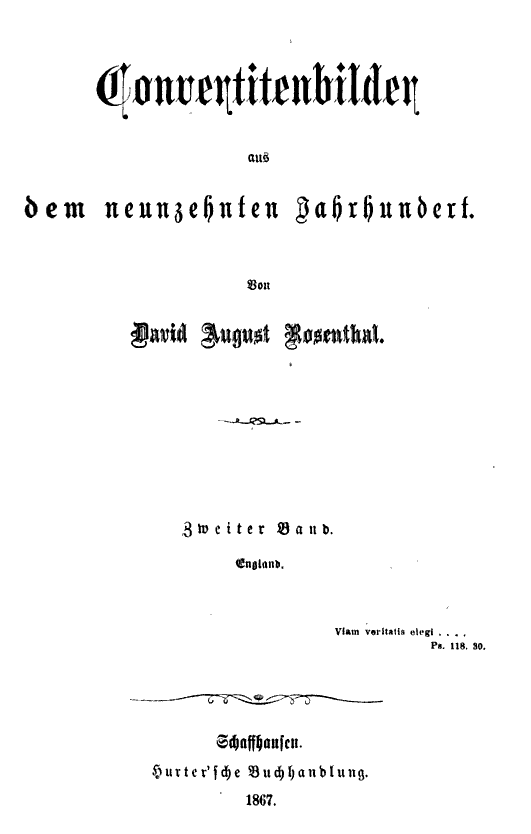
Titelblatt des 2. Bandes der Convertitenbilder aus dem neunzehnten Jahrhundert

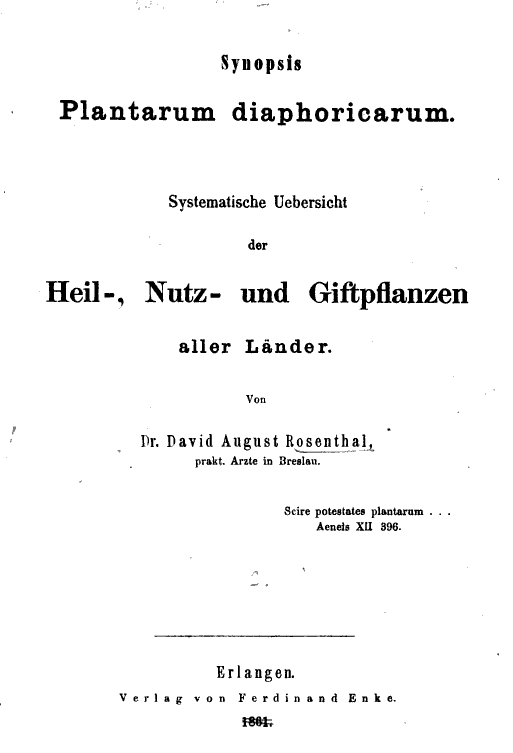
Titelblatt des botanischen Werkes Synopsis plantarum diaphoricarum

David August Rosenthal (* 16. April 1821 in Neisse, Schlesien; † 29. März 1875 in Breslau) war ein deutscher Arzt, Publizist, Schriftsteller und jüdischer Konvertit zum katholischen Glauben.

## Leben und Wirken
Rosenthal war jüdischen Glaubens und studierte Medizin an der Universität Breslau, wo er auch 1845 promoviert wurde. Er amtierte dann als praktischer Arzt in  Kempen, von 1846 bis 1850 in Landsberg in Oberschlesien und schließlich  Ohlau. In seiner Landsberger Zeit erlebte er eine Ruhrepidemie, über die er später eine Abhandlung verfasste.
1851 konvertierte er mit seiner Familie zum katholischen Glauben. Ab 1855 wirkte David August Rosenthal als Arzt in Breslau, wobei er auch mit großem Engagement das Amt eines städtischen Armenarztes ausübte. Die letzten zwölf Jahre seines Lebens litt er an einer schweren Brustkrankheit, woran er bereits im Alter von knapp 54 Jahren starb.

## Autor und Publizist
Neben seinem medizinischen Wirken hatte Rosenthal vielseitige andere Interessen, besonders auf literarischem und religiösem Gebiet.
Was ihn bis heute bedeutsam macht, ist seine umfangreiche Sammlung von Daten und Berichten zu Zeitgenossen, die – wie er – ebenfalls zum katholischen Glauben konvertiert waren. Er veröffentlichte das mühevoll recherchierte Material zwischen 1865 und 1870 in 5 Bänden, mit dem Titel Convertitenbilder aus dem neunzehnten Jahrhundert. Sie sind heute eine gesuchte Quelle zur Biographie vieler Persönlichkeiten, besonders in Deutschland, Österreich, Frankreich, England, Russland und den Vereinigten Staaten.
Überdies beschäftigte sich Rosenthal eingehend mit seinem Landsmann und Berufskollegen Angelus Silesius (1624–1677), der ebenfalls Konvertit war. Dessen poetische Werke publizierte er 1862 in zwei Bänden und dedizierte sie dem Breslauer Fürstbischof Heinrich Förster.
Zusätzlich erforschte David August Rosenthal auch die Botanik und publizierte neben Artikeln in Fachzeitschriften 1861 das zweibändige Werk Synopsis plantarum diaphoricarum, eine systematische Übersicht der Heil-, Nutz- und Giftpflanzen aller Länder.
Medizinische Fachartikel aus seiner Praxis veröffentlichte Rosenthal regelmäßig in der Vierteljahrsschrift für gerichtliche und öffentliche Medicin, die in Berlin erschien.
Der Arzt war in Breslau mit dem Historiker Wilhelm Junkmann befreundet; mit dem Dichter Christoph Bernhard Schlüter stand er in Briefverkehr.

## Veröffentlichungen
- Digitalisierte Schriften von David August Rosenthal, darunter alle Bände der Convertitenbilder und der Synopsis plantarum diaphoricarum